# 正岡子規国際俳句賞
正岡子規国際俳句賞（まさおかしきこくさいはいくしょう）は、1999年9月に開催された「しまなみ海道99国際俳句コンベンション」において世界に向けて発信されたの提言2（国際俳句賞の創設）に基づいて、2000年に創設された。国籍や言語を問わず、俳句のもつ創造力の開発と顕揚に最もめざましい功績を挙げた人物に送られる。選考は選考委員会およびその下部組織としての調整会を設置し、委員会が選定する推薦人の推薦に基づいて授賞者が決定される。第4回の選考は、国内207人、国外87人の推薦人から推薦された候補者を調整会により絞りこみ、2008年12月22日に受賞者が発表された。各回の授賞にあたっての選考プロセス、授賞理由、記念スピーチ等は、受賞者を記念する国際俳句フェスティバル報告書
に記述されている。
2009年以降は、愛媛県の財政難により顕彰活動を中止している。

## 受賞者
- 第1回（2000年）
  - 大賞：イヴ・ボヌフォワ（フランス）
  - 俳句賞：李芒（中華人民共和国）、バート・メゾッテン（ベルギー）、ロバート・スピース（アメリカ）
  - EIJS特別賞：佐藤和夫（日本）
- 第2回（2002年）
  - 俳句賞：コール・バン・デン・フーベル (en) （アメリカ）、サトヤ・ブシャン・ワルマ（インド）
  - EIJS特別賞：和田茂樹（日本）
- 第3回（2004年）
  - 大賞：ゲーリー・スナイダー（アメリカ）
  - 俳句賞：ヒデカズ・マスダ（ブラジル）、黄霊芝（台湾）
  - EIJS特別賞：筑紫磐井（日本）
- 第4回（2008年）
  - 大賞：金子兜太（日本）
  - 俳句賞：河原枇杷男（日本）
  - スウェーデン賞：内田園生（日本）、李御寧（韓国）

## 選考等委員会
- 委員長：有馬朗人
- 副委員長：芳賀徹
- 参与：西村我尼吾
- メンバー：相原左義長、稲畑汀子、ウィリ・ヴァンデ＝ワラ、宇多喜代子、川本皓嗣、佐佐木幸綱、白石かずこ、鷹羽狩行、竹田美喜、ハルオ・シラネ、星野恒彦、吉増剛造、ラーシュ・ヴァリエー、リー・ガーガ

## 調整会
- 座長：川本皓嗣
- 顧問：芳賀徹
- 参与：西村我尼吾
- メンバー：城戸朱理、齋藤愼爾、筑紫磐井、対馬康子、坪内稔典、デイヴィット・バーレイ、野村喜和夫、村上護、横井理恵